# Kabgayi
Kabgayi è una località del Ruanda, nel settore (imirenge) di Muhanga, parte della Provincia Meridionale e del distretto di Muhanga.
Il centro fu fondato nel 1905 dai padri bianchi come stazione missionaria.
È sede vescovile cattolica e vi sorgono la più antica cattedrale del Ruanda (Notre-Dame de l'Immaculée Conception), un seminario (il Petit Séminaire Saint Léon), scuole e ospedali.